# Shirley Waldemar Baker

Shirley Waldemar Baker

Shirley Waldemar Baker (* 14. Februar 1836 in London; † 16. November 1903 in Pangai, Tonga) war methodistisch-wesleyanischer Missionar und von April 1881 bis Juli 1890 Premierminister des Königreichs Tonga.

## Leben
Baker war der Sohn des Geistlichen George Baker von dessen Frau Jane Gray (geborene Woolmer), der Tochter eines wesleyanischen Pfarrers Samuel Woolmer. Er hatte den Wunsch Anwalt zu werden. Um 1852/1853 gelangte er als blinder Passagier auf der „Statesman“ nach Melbourne in Australien, um dort seinen Onkel Parker zu besuchen, der Kronenprotektor der Ureinwohner war. Er arbeitete als Knecht, Bergmann und Apothekergehilfe, wobei er sich Fachkenntnisse in der Pharmazie aneignete, sowie auf den viktorianischen Goldfeldern. Da die Church of England dort keine Niederlassung hatte, besuchte er die Wesleyan Church, und schrieb 1856 an seinen Vater in England, dass er sich dieser Kirche als Missionar anzuschließen wolle. Eine Vereinigung mit der wesleyanischen Gemeinde in Castlemaine führte zu seiner Ernennung zum Lehrer an der wesleyanischen Schule. 1859 heiratete er Elizabeth Powell, wurde 1860 ordiniert und als wesleyanischer Missionar auf die Insel Tonga im Südpazifik entsandt, wo er schnell Kontakt zu „Taufa’ahau“, dem späteren König George Tupou I. knüpfte. Er half bei der Ausarbeitung der tonganischen Gesetze von 1862 mit. Eines dieser Gesetze, der Emanzipationserlass, befreite die Tonganer von Dienstpflichten für ihre Häuptlinge. Als er die Wertschätzung seiner Missionarskollegen nicht erhielt und seine Frau krank geworden war, kehrte er 1866 nach Australien zurück. Er reiste als Prediger durch Neu-Süd-Wales und machte sich unter den Wesleyanern einen Namen. 1869 wurde er zum Vorsitzenden des Tonga-Distrikts seiner Missionsgesellschaft gewählt.

Baker nach Unterzeichnung des deutsch-tongaischen Freundschaftsvertrages von 1876 (Bildmitte mit Tropenhelm)

1869 kam Baker wieder nach Tonga und fungierte als Berater des Herrschers. Infolge der Abtretung Fidschis an England im Jahr 1874 waren die Tongaer beunruhigt und fürchteten ihre Unabhängigkeit zu verlieren. In dieser Zeit arbeitete er an der Verfassung vom 16. September 1875. Baker handelte auf Ersuchen des Königs George von Tonga einen Vertrag mit Deutschland aus, der Tonga als unabhängiges Königreich anerkennt. Er fungierte als Übersetzer des Freundschaftsvertrages zwischen dem Deutschen Reich und Tonga und unterzeichnete diesen am 1. November 1876 als Dolmetscher mit.
Im Jahr 1879 ließ Sir Arthur Gordon, britischer Hochkommissar für den Westpazifik, eine wesleyanische Konferenz in Sydney einberufen. Hierbei ging es um die Untersuchung unterschiedlicher Anschuldigungen gegen, die der britische Vizekonsul im Zusammenhang mit dessen Methode, Geld von den Eingeborenen zu sammeln, erhoben hatte. Baker wurde dorthin einberufen, folgte den Befehl jedoch nicht. Nach seinem Ausschluss aus der wesleyanischen Mission im Januar 1881 wurde er von König George zum Premierminister von Tonga ernannt. Unter seiner Leitung wurde die Verfassung überarbeitet. Das kleine Königreich mit rund 20.000 Einwohnern erhielt ein neues Kabinett und einem Geheimrat sowie zwei Parlamentsgebäude. 1885 gründete Baker die Wesleyan Free Church of Tonga  (alte tongaische Rechtschreibung: Koe Jiaji o Toga Tauataina) als eigenständige von der Wesleyan Methodist Church unabhängige Kirchengemeinschaft. Er versuchte die Mitglieder und Anhänger der alten Kirche zu zwingen, sich der neuen Kirche anzuschließen: Dies führte zu einer steigenden Unzufriedenheit in der Bevölkerung, die im Januar 1887 in einem Attentat auf Baker und dessen Familie gipfelte. Sein Sohn und seine Tochter wurden dabei verletzt. In der Folge ließ er vier Eingeborene hinrichten und weitere zu Gefängnisstrafen verurteilen.
Als Vertrauter des Königs war Baker sehr mächtig, er hatte jedoch die mächtigen Häuptlinge übergangen, deren Position als Berater des Königs er übernommen hatte. 1890 wandten sich diese an den britischen Hochkommissar von Fidschi Sir John Bates Thurston, der es erreichte, dass Baker für zwei Jahre das Inselreich verlassen musste. Als er 1893 zurückkehrte, war König George Tupou I. verstorben und sein politischer Einfluss ging zurück. Er starb am 16. November 1903 in Pangai, Tonga.
Er hatte einen Sohn und vier Töchter.